# Ребекка Джонстон
Ребекка Джонстон (англ. Rebecca Johnston; нар. 24 вересня 1989, Садбері, Онтаріо, Канада) — канадська хокеїстка. Дворазова Олімпійська чемпіонка (2010, 2014), чемпіонка світу (2012), триразова віце-чемпіонка світу (2008, 2009, 2011).